# 締固め用機械
締固め用機械（しめかためようきかい）とは、建築、土木の作業現場において地面を締固める際に使用される建設機械の総称である。静的な圧力（本体の自重）を用いたもの、さらに動的な圧力を用いるものに大別される。締固めを行う面積や形状によって、多様な機器が開発され用いられている。

## 動的な圧力を利用するもの

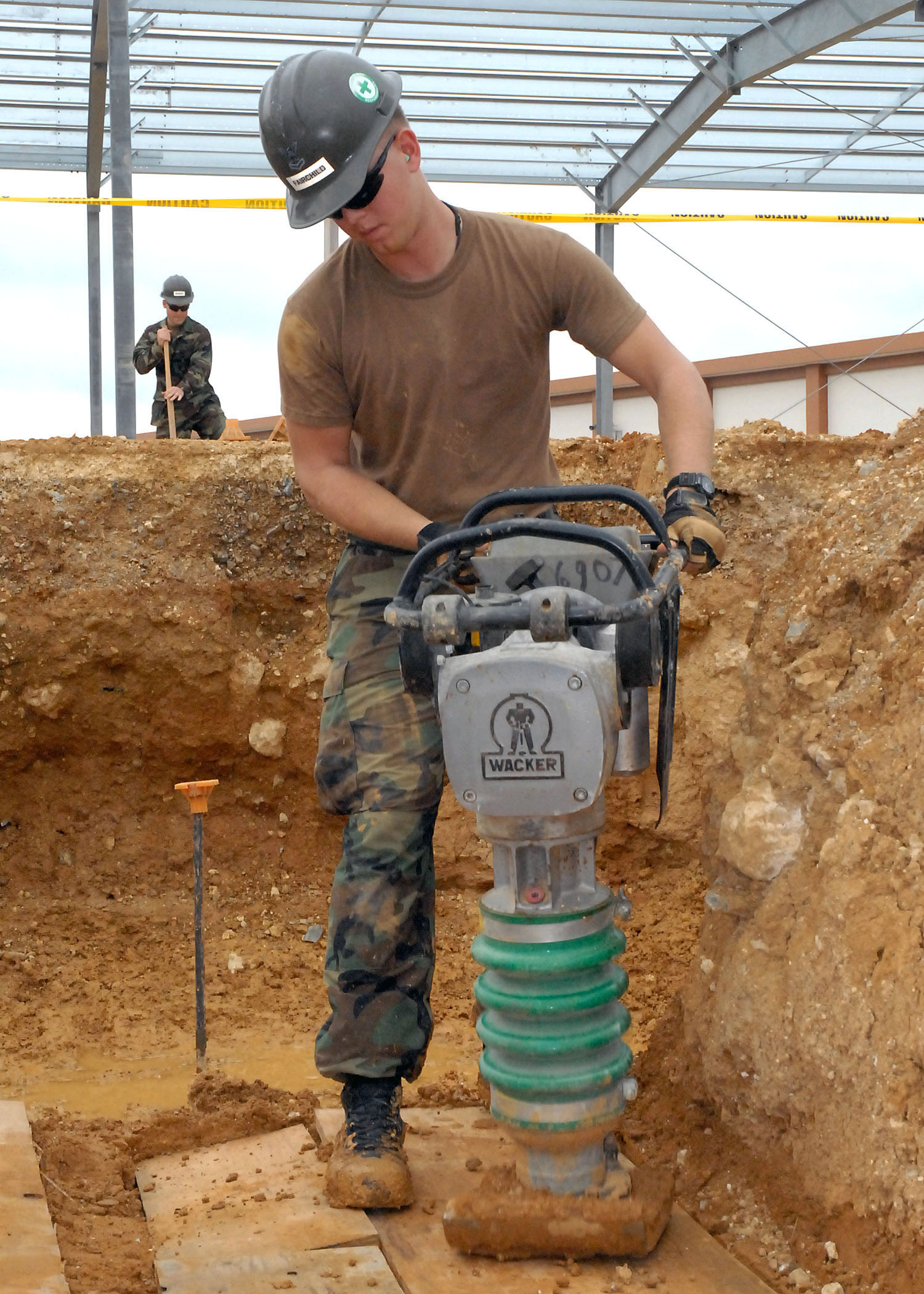
参考画像

### 蛸胴突
通称として『タコ』とも呼ばれる。人力による上下の振動で地固めをするための器具。大きな重りが下にあり、重りから複数の脚のようなハンドル（柄）が付いており、動物の蛸（タコ）のような形状をしている。

### ランマ
内燃機関の爆発力を利用し、反力で機械本体をはね上げるとともに落下時の衝撃力で締固めを行う機械。ランマーとも呼ばれる。外見は、かかしのような外見である。管工事や道路の舗装面の部分的な掘削など局所的な締固めに用いる。つき固め能力は、上面から30-50cm程度。
操作性と締固めの性能を勘案し、自重は100kg弱程度となっている。かつては取り扱いやすさを考慮し、2ストローク機関を搭載していたものがほとんどであったが、1990年代以降は環境配慮のため、4ストローク機関を搭載するものが増えた。また、静音型も増えており、中には電動式も見られる。

### タンパ
エンジンや振動モーターなどを利用し、振動で締固めを行う機械。タンパーとも呼ばれる。ランマに比べると、エンジンが一回り大きい加圧板の上に載っている外見が特徴である。したがって、ランマより一度に加圧する面積が大きく、締固めの回数も多い。そのため、路盤砕石の不陸整正やアスファルト舗装の仕上げに用いられる。つき固め能力は、上面から5-10cm程度。